# طومي كارول
طومي كارول (بالإنجليزية: Tommy Carroll)‏ (18 أغسطس 1942 بدبلن - 16 أغسطس 2020)، هو لاعب كرة قدم أيرلندي، يلعب في مركز الدفاع. شارك مع منتخب جمهورية أيرلندا تحت 23 سنة لكرة القدم ‏ ومنتخب جمهورية أيرلندا لكرة القدم. أما مع النوادي، فقد لعب مع إيبسويتش تاون وبرمنغهام سيتي ونادي شيلبورن ونادي كامبريدج ستي وأثلون تاون ‏.

## وصلات خارجية
- طومي كارول على موقع الاتحاد الأوربي (الإنجليزية)
- طومي كارول على موقع قاعدة بيانات كرة القدم.إي يو (الإنجليزية)
- طومي كارول على موقع ناشيونال فوتبول تيمز (الإنجليزية)
- طومي كارول على موقع عالم كرة القدم.نت (الإنجليزية)